# Universidade Aberta de Al-Quds
Universidade Aberta de Al-Quds (em árabe: جامعة القدس المفتوحة, translit. Jamieat alquds almaftuha) é uma universidade pública e aberta financeira e academicamente independente. Foi estabelecida em Amã após a decisão da Organização para a Libertação da Palestina (OLP); ela lançou a educação aberta e à distância na Palestina a partir de 1991.
É a única instituição acadêmica de ensino aberto e à distância na Palestina. Com os seus 60.000 alunos, é a maior universidade espalhada por 24 regiões e centros educacionais que cobrem a Cisjordânia e a Faixa de Gaza . Em meados de novembro de 2023, o principal edifício universitário em Gaza foi destruído pelo exército israelita e o seu pátio convertido num campo militar no contexto da guerra Israel-Hamas de 2023-2024.

## Apresentação
Apesar de todas as dificuldades encontradas e dos muitos desafios a superar, a Universidade Aberta de Al-Quds tem grande sucesso no cumprimento da sua missão, em particular, devido à flexibilidade do seu sistema educativo. Na verdade, o número de alunos espalhados pelos centros educativos duplicou em comparação com anos anteriores.
Soma-se a isso os esforços incansáveis da universidade para desenvolver serviços educacionais fora do país: existem atualmente dois centros na Arábia Saudita, bem como um escritório na cidade de Amã, na Jordânia. Um esforço que continua actualmente a criar outros centros no estrangeiro.
Através da adoção de uma abordagem de aprendizagem aberta e voluntária, acompanhada da possibilidade de ensino à distância, o objectivo da universidade é fornecer conhecimento orientado para todos os segmentos da sociedade. A universidade abriu assim as suas portas e adaptou os seus programas a alunos de diversas origens socioeconómicas, desde o seu próprio pessoal universitário até trabalhadores assalariados ou agricultores, incluindo donas de casa, recém-licenciados do ciclo secundário.

## Os compromissos da Universidade Aberta de Al-Quds
Os cinco compromissos da Universidade Aberta de Al-Quds para o período 2005-2010 são os seguintes:
1. Difundir e aplicar o ensino a distância aberto e voluntário com o uso de novos centros tecnológicos de mídia.
2. Oferecer cursos de graduação universitária (bacharelado e mestrado) em modalidade a distância (além do diploma de ensino superior) em um ambiente propício à liberdade de pensamento e expressão.
3. Harmonizar programas e disciplinas para responder às mudanças na sociedade e às novas demandas do mercado de trabalho: enfatizar os aspectos práticos da formação para obter aplicabilidade imediata dos conhecimentos teóricos.
4. Transformar gradualmente a Al Quds Open University em uma "eletrônico" e manter os critérios de qualidade específicos de uma universidade "clássico": contratação de gestores qualificados, investimentos em infraestrutura e formação contínua de pessoal.
5. Aumentar as interações e a cooperação entre os diferentes atores educativos, sociais e económicos, a nível local, nacional e internacional.

## Os objetivos gerais da Universidade Aberta de Al-Quds

### Filosofia, valores e princípios
- Promover a liberdade académica, bem como a liberdade de pensamento e expressão através do seu sistema de ensino à distância.
- Aplicar critérios de excelência às diferentes vertentes da formação ministrada.

### A pesquisa
- Desenvolver e aprimorar a iniciativa, o pensamento crítico e a capacidade de resposta aos problemas em alunos previamente equipados com conhecimentos e habilidades.
- Contribuir para o desenvolvimento de uma identidade pessoal e para a perpetuação das identidades nacionais e árabes.
- Democratizar o acesso ao ensino superior, desmarginalizando as populações económica e/ou geograficamente excluídas, e multiplicar as possibilidades oferecidas pelo ensino superior.

## Programas acadêmicos
A universidade oferece cinco programas acadêmicos de graduação, em diferentes disciplinas, a saber:
- Tecnologia e ciências aplicadas: sistemas de informação informática, tecnologias de informação e comunicação;
- Agricultura: produção e proteção de plantas, produção de animais;
- Desenvolvimento social e familiar (vinculado ao serviço social);
- Administração e ciências econômicas: gestão empresarial, contabilidade, economia, ciências financeiras e marketing;
- Educação: ensino fundamental, educação islâmica, língua árabe, inglês, matemática e sociologia.

A universidade também oferece o Diploma de Ensino Superior e está atualmente buscando a aprovação das autoridades competentes para o desenvolvimento da Escola de Ensino Superior que oferecerá um mestrado em diferentes disciplinas.
Idioma da educação: A Al-Quds Open University usa o árabe como idioma base e ministra cursos de árabe. Também é oferecido ensino de inglês básico ou secundário e o inglês também é utilizado em alguns cursos.

## Centros universitários
- Centro de Tecnologias de Informação e Comunicação (CTIC): é um centro de primeira linha que serve de apoio à Universidade, especializado em tecnologias de informação e comunicação, é responsável pelo desenvolvimento, aplicação e gestão de sistemas de informação adequados, sua utilização eficaz com ligação à garantia de qualidade. É também responsável por garantir a coerência entre, por um lado, a visão da Universidade e a sua missão e, por outro, os seus objetivos.
- Centro de Conhecimento de Ibn Sina: (a universidade virtual). É um projeto ambicioso que visa a troca de técnicas de ensino, conhecimento e inovação ; projeto que envolve 15 países da bacia do Mediterrâneo, incluindo a Palestina que é representada pela Universidade Aberta Al-Quds.
- Centro de educação continuada e serviço comunitário: foi fundada no âmbito da prossecução da política da Universidade de reforçar a sua formação e os vínculos académicos entre o conhecimento e as experiências práticas, de forma a colocá-los ao serviço da sociedade. Por isso, o Centro oferece cursos de formação continuada e de formação específica que visam fortalecer competências individuais, coletivas e das instituições.
- Centro de produção artística e mídia: é responsável pela produção de suportes que servem de suporte ao ensino a distância, onde o centro utiliza os mais recentes meios tecnológicos para o efeito, através de estúdio de voz e imagem, equipamentos de edição de vídeo, gráficos, sons e fotografia.

## Conquistas da Universidade Aberta de Al-Quds
Desde a sua criação, a Universidade alcançou muitos marcos. Por exemplo, podemos citar:
- Com mais de 60.000 alunos e 24 regiões ou centros educativos espalhados por diferentes áreas da Cisjordânia e da Faixa de Gaza, a Universidade Aberta Al-Quds tornou-se a maior universidade palestiniana.
- A Al-Quds Open University possui a maior rede de computadores da Palestina, bem como acesso à principal academia de tecnologia da informação do mundo. Está prevista a realização de exames de certificação internacional especializados nessas disciplinas.
- A Universidade Aberta Al-Quds melhorou consideravelmente a qualidade do seu ensino ao introduzir massivamente a utilização de tecnologias de informação, acompanhada pela implementação de meios técnicos modernos.
- Acesso aos mais importantes reconhecimentos e adesão às organizações e redes de avaliações externas da Universidade.

## Associações
- União das Universidades Árabes
- Federação das Universidades do Mundo Islâmico
- Conselho Internacional de Educação a Distância
- Federação Asiática de Universidades Abertas
- Associação Internacional de Universidades
- Organização Árabe para Educação, Cultura e Ciência
- Rede Árabe para Educação Aberta e Ensino à Distância